# Протяг
Протяг — потік повітря, що виникає в практично замкнутому просторі, наприклад в будинку, через отвори, розташовані один проти одного. Протяг може бути викликаний різницею температур або тисків в різних частинах приміщення. Протяг може виходити з кватирки, з щілини в вікні або дверях.
Протяги в приміщенні можуть мати негативні наслідки:
- для здоров'я. Хоча сам по собі протяг не викликає простудні захворювання, однак може сприяти їхній появі. У багатьох людей протяг викликає дискомфорт.
- при проведенні ремонтних робіт. Призводить до нерівномірності висихання і виникнення внутрішніх напружень.
- наявність протягів в будинку в холодну пору року може призводити до значних витрат енергії на опалення.